# Alleluja brava gente
Alleluja Brava Gente è una commedia musicale in due atti scritta da Garinei e Giovannini in collaborazione con Iaia Fiastri nel 1970, con musiche di Domenico Modugno e Renato Rascel. Dopo che Modugno diede forfait per il ruolo di protagonista a Rascel venne affiancato un giovane Gigi Proietti. La commedia narra la vicenda di due simpatici truffatori alle soglie dell'anno mille.

Lo medicino Simone (Gerry Bruno) ed Ezzelino (Renato Rascel) in una scena tratta Alleluia Brava Gente (foto scattata al Teatro Sistina nel 1971 e gentilmente fornita da Ettore Bruno)

## Trama

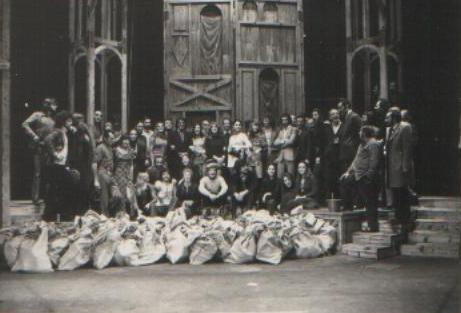
Cast di Alleluja brava gente dietro le quinte al teatro Sistina

Ademar, figlio di una prostituta siciliana che si millanta principe orientale, ed Ezzelino, frate romano che ha abbandonato i voti e che si spaccia per un grande luminare, costituiscono una specie di "associazione a delinquere" vendendo alla povera gente falsi rimedi di eterna gioventù, bellezza eccetera.
Con l'avvicinarsi dell'anno Mille e della leggenda del "Mille e non più mille" e del "finismundi", le masse abbandonano l'acquisto delle pozioni di Ademar ed Ezzelino e si dedicano a penitenze e digiuni in vista del Giudizio divino. Perciò gli affari dei due languono, e una notte Ezzelino pensa bene di abbandonare il compagno rubando carretto, scarpe e capretta.
Passa del tempo, e Ademar capita in un paesino dove Ezzelino si finge storpio per raccogliere elemosine. Ademar, per smascherarlo e vendicarsi, lo costringe a camminare, e il popolo subito grida al miracolo e identifica Ademar con l'Uomo dal Bianco Mantello annunciato dalla profezia del Monaco Santo Nicosia, che dovrà far camminare uno storpio, redimere una prostituta, far resuscitare un morto e far diventare rossa l'acqua di una fontana prima di darsi fuoco per aprire all'umanità le porte del Paradiso.
Ademar, con l'aiuto interessato di Ezzelino, coglie l'occasione al volo e subito "redime" la prostituta Belcore, imprigionata dai penitenti in una gabbia.
Dunque procede a far risorgere il morto. Ezzelino finge di morire ma Ademar non riesce ad evitare che venga portato al cimitero, dove vive strane e comiche avventure. Il giorno seguente però Ademar lo farà risorgere, e assieme i due truffatori inizieranno a vendere scapolari ripromettendo la salvezza eterna in cambio della rinuncia a tutti i beni.
Giunge anche l'Archiepiscopo Lotario, che crede anch'egli alla profezia del Santo Nicosia.
Frattanto, si intrecciano le vicende di Ezzelino e la verginella Peronella e di Ademar e Belcore. Ezzelino, capito che ormai Ademar è convinto di essere un vero santone, dà con l'inganno compimento al trasmutamento dell'acqua della fontana in rossa: o almeno crede di averlo fatto lui, mentre è stato l'Archiepiscopo con la complicità del ladruncolo Folchetto.
Però, mentre Ademar convinto si avvia al rogo, Ezzelino scopre di non aver fatto diventare lui l'acqua della fontana rossa, e si convince della fine imminente del mondo cedendo tutti i beni da loro rubati a Lotario in cambio di uno scapolare.
Ademar viene messo al corrente dell'imbroglio di Ezzelino da Belcore, e i due amici si affrontano, ma torneranno insieme per riprendersi le ricchezze in mano a Lotario.
Questi, frattanto, esorta il popolo a recarsi a Roma per sollecitare la sua proclamazione al Papato, e sostiene che le ricchezze estorte al popolo sono proprietà di San Pietro. Perciò Ezzelino si traveste da San Pietro e rivendica il sacco delle ricchezze, e Lotario suo malgrado deve cederlo. A questo punto Ademar si traveste da Gesù Cristo, e Ezzelino-Pietro cede a lui il sacco, in una simpatica sequenza di cambi di mano del sacco.
Infine, il popolo scopre che la fine del mondo non c'è stata, e Ademar ed Ezzelino tornano a rivendere pozioni alla povera gente.

## Allestimento

Il cast di Alleluia Brava Gente; sono riconoscibili, da sinistra a destra, Enzo Garinei, Gerry Bruno, Giuditta Saltarini, Renato Rascel, Gigi Proietti e Mariangela Melato (foto scattata al Teatro Sistina nel 1971 e gentilmente fornita da Ettore Bruno)

- Prima rappresentazione: 24 dicembre 1970 al Teatro Sistina di Roma
- Giulio Coltellacci: scene e costumi
- Gino Landi: coreografie
- Vito Tommaso: direzione d'orchestra
- Garinei e Giovannini: regia
- Franco Molè e Pippo Franco: collaborazione artistica
- Durata dello spettacolo: 2h e 30'

## Attori

### Edizione del 1970
- Renato Rascel: Ezzelino
- Luigi Proietti: Ademar
- Giuditta Saltarini: Peronella
- Luigi Palchetti: lo Vavassore
- Christy: la Vavassora
- Ettore Bruno: Lo medicino Simone
- Enzo Garinei: Folchetto
- Fernando Lizundia: L'omo dal manto bianco
- Mariangela Melato (sostituita in seguito da Daria Nicolodi e poi da Marianella Laszlo): Belcore
- Elio Pandolfi: l'Archiepiscopo Lotario (sostituito in seguito da Gianfranco d'Angelo[1])

- e con Angela Abbigliati, Stefania Aprile

### Edizione del 1994
- Rodolfo Laganà: Ezzelino
- Massimo Ghini: Ademar
- Sabrina Ferilli: Belcore
- Chiara Noschese: Peronella
- Armando Silverini: lo Vavassore
- Marcella Foranna: la Vavassora
- Renato Giordano: lo medicino Simone
- Pietro de Silva: Folchetto
- Enzo Garinei: l'Archiepiscopo Lotario

## Canzoni

### Atto primo
- Gente dell'anno Mille
- Cerco un sogno
- Coro dei penitenti
- Ma che diavolo sarà
- La profetia
- Miracolo 1 (Mondata)
- Lo mundo è fatto per noi
- Care salme
- Miracolo 2 (Mondato)
- Lo paradiso
- Alleluja Brava Gente

### Atto secondo
- Questa può essere l'ultima notte del mondo
- Miracolo 3 (Andate)
- Fra poco
- Sò io che moro
- L'affare del secolo
- Amaro fiore mio
- Urrà! Viviamo ancora!
- Lo mundo è fatto per noi (ripresa)